# 1787

## Родени
- Александър Меншиков, руски дипломат
- 26 април – Лудвиг Уланд, немски поет и езиковед
- 4 август – Александър Алябиев, руски композитор († 1851 г.)
- 11 август – Йохан Готлиб Ньоремберг, германски физик
- 4 октомври – Франсоа Гизо, френски политик и историк
- 7 ноември – Вук Караджич, реформатор на сръбския език
- 18 ноември – Луи Дагер, френски изобретател и пионер във фотографията

## Починали
- 15 ноември – Кристоф Глук, немски композитор
- 23 декември – Луиза Френска, френска благородничка